# Glenochrysa opposita
Glenochrysa opposita is een insect uit de familie van de gaasvliegen (Chrysopidae), die tot de orde netvleugeligen (Neuroptera) behoort. 
Glenochrysa opposita is voor het eerst wetenschappelijk beschreven door McLachlan in 1863.